# Ecatombeone
Ecatombeone (in greco antico: Ἑκατομβαιών?, Hekatombaiòn) era il nome del primo mese del calendario attico e del calendario ionico. Cadeva a cavallo fra gli odierni mesi di luglio e agosto.
Il nome trae origine dall'ecatombe, ovvero il "sacrificio di cento buoi" (hecatombeion) in onore di Apollo che aveva luogo il settimo giorno.
Il suo primo giorno corrispondeva alla prima luna nuova dopo il solstizio d'estate, quindi poteva incominciare tra il 22 giugno e il 21 luglio; terminava dopo trenta giorni e quindi tra il 22 luglio e il 21 agosto.
Durante il mese di ecatombeone si festeggiavano le sinecie (il 16) e le panatenee (il 28).